# María Cecilia Floriddia
María Cecilia Floriddia (16 de julho de 1980) é uma levantadora de peso olímpico argentina e medalhista pan-americana no Rio 2007.
María Cecilia conquistou uma medalha de bronze nos Jogos Pan-Americanos de 2007 na categoria até 58 kg, com 200 kg no total (90 no arranque e 110 no arremesso).
QUADRO DE RESULTADOS
| Ano  | Competição                             | Classe de peso | Marca (kg)   | Pos. | Ref.  |
| ---- | -------------------------------------- | -------------- | ------------ | ---- | ----- |
| 2007 | Jogos Pan-Americanos no Rio de Janeiro | –58 kg         | 200 (90+110) | 3    | [ 3 ] |
| 2007 | Campeonato Mundial em Chiang Mai       | –58 kg         | 194 (85+109) | 15.  | [ 4 ] |
| 2008 | Campeonato Pan-Americano em Callao     | –63 kg         | 200 (90+110) | 4.   | [ 1 ] |